# Pomoni
Pomoni est une ville du sud ouest de l’île d’Anjouan, archipel des Comores. Les habitants sont les Pomoniens et Pomoniennes. Lors du recensement de 1991, la population comptait 1 825 habitants.